# Järnskogs kyrka
Järnskogs kyrka är en kyrkobyggnad som tillhör Järnskog-Skillingmarks församling i Karlstads stift. Kyrkan ligger strax utanför Koppom i Järnskogs socken.

## Kyrkobyggnaden
Tidigare kyrka på platsen var en träkyrka, sannolikt uppförd på medeltiden.
Nuvarande stenkyrka uppfördes 1695 - 1699 under ledning av murarmästere Johan Nilsson. Kyrktornet vid västra kortsidan uppfördes 1707 - 1729. Det fick 1859 en påbyggnad efter ritningar av Johan Fredrik Åbom. Nya portar byggdes 1823 och nuvarande sakristia byggdes 1835.
Kyrkan består av ett rektangulärt långhus med tresidigt avslutat kor i öster och ett kyrktorn med huvudingång i väster. Öster om koret ligger sakristian.
Kyrkorummets innertak täcks av ett trätunnvalv.
År 1930 genomfördes en renovering efter ett program av arkitekten Kurt von Schmalensee. Syftet var att återställa interiören till utseende från 1700-talet. 1949 gjordes en restaurering efter förslag av arkitekt Einar Lundberg då kyrkorummet återställdes ytterligare.
År 1966 förstärktes kyrkans grund för att hindra långhuset från att luta mer.

## Inventarier
- Altartavlan och predikstolen snidades 1746 av Isak Schullström.

### Orgel
- 1896 installerades en orgel med sju stämmor från E A Setterquist & Son. Den hade 2 manualer och pedal.
- 1947 byggdes orgeln om från sju stämmor till 20 och blev pneumatisk. Det var Olof Hammarberg som byggde den med fria och fasta kombinationer.

| Manual I      | Manual II     | Pedal       | Koppel |
| Principal 8’  | Gedakt 8’     | Subbas 16’  | I/P    |
| Rörflöjt 8’   | Principal 4’  | Gedakt 8’   | II/P   |
| Oktava 4’     | Gemshorn 4’   | Koralbas 4' | II/I   |
| Flöjt 4’      | Sifflöjt 2’   | Fagott 16'  |        |
| Kvinta 2 2⁄3’ | Kvintadena 2' |             |        |
| Oktava 2’     | Nasat 1 1⁄3'  |             |        |
| Mixtur 3 ch   | Scharf 2 ch   |             |        |
| Skalmeja 8'   | Dulcian 8'    |             |        |

### Kororgel
- En mekanisk kororgel installerades 1988 av Gunnar Carlsson i Borlänge.

| Manual I     | Pedal      |         |
| Gedackt 8’   | Subbas 16’ | Man/Ped |
| Rörflöjt 4’  |            |         |
| Principal 2’ |            |         |
| Kvint 1 1⁄3’ |            |         |